# Anastazija Kapačinska
Anastazija Aleksandrovna Kapačinska (rusko Анастасия Александровна Капачинская), ruska atletinja, * 21. november 1979, Moskva, Sovjetska zveza.
Nastopila je na olimpijskih igrah v letih 2008 in 2012, kjer je osvojila srebrni medalji v štafeti 4×400 m, toda zaradi dopinga sta ji bili odvzeti, kot tudi tri medalji s svetovnih prvenstvih in ena z evropskih prvenstvih. S svetovnih prvenstvih ji ostaja naslov prvakinje v teku na 200 m leta 2003 ter srebrna in bronasta medalja v štafeti 4x400 m, z evropskih prvenstvih pa srebrna medalja v štafeti 4x400 m leta 2002.